# Công nghệ

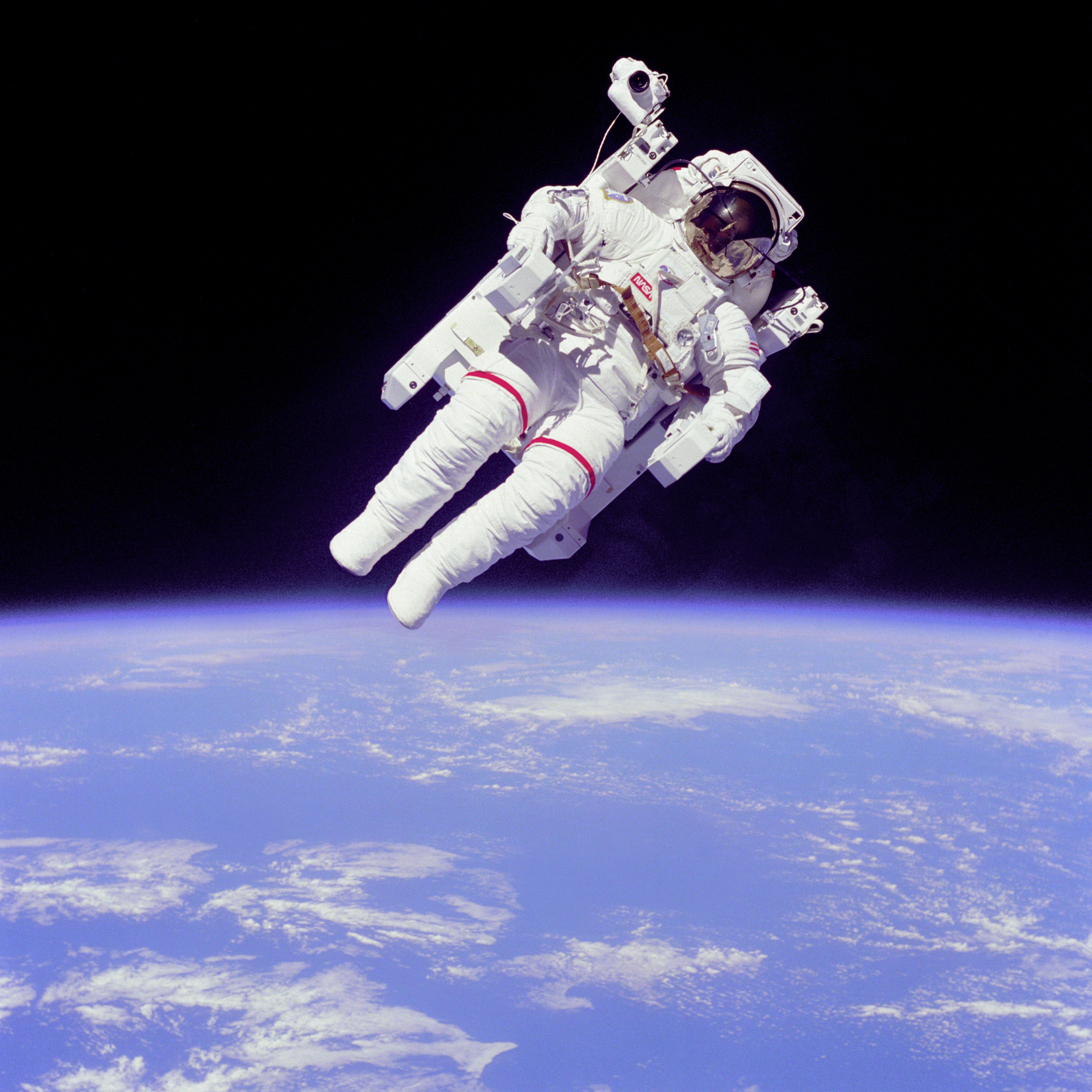
Đến giữa thế kỷ 20, con người đã có trình độ công nghệ cao đủ để rời bầu khí quyển Trái Đất và khám phá không gian.

Công nghệ (tiếng Anh: technology) là sự phát minh, sự thay đổi, việc sử dụng, và kiến thức về các công cụ, máy móc, kỹ thuật, kỹ năng nghề nghiệp, hệ thống, và phương pháp tổ chức, nhằm giải quyết một vấn đề, cải tiến một giải pháp đã tồn tại, đạt một mục  đích, hay thực hiện một chức năng cụ thể đòi hỏi hàm lượng chất xám cao. Công nghệ ảnh hưởng đáng kể lên khả năng kiểm soát và thích nghi của con người cũng như của những động vật khác vào môi trường tự nhiên của mình. Nói một cách đơn giản, công nghệ là sự ứng dụng những phát minh khoa học vào những mục tiêu hoặc sản phẩm thực tiễn và cụ thể phục vụ đời sống con người, đặc biệt trong lĩnh vực công nghiệp hoặc thương mại. Thuật ngữ công nghệ có thể được dùng theo nghĩa chung hay cho những lĩnh vực cụ thể, ví dụ như "công nghệ xây dựng", "công nghệ thông tin".
Trong tiếng Việt, các từ "khoa học", "kỹ thuật", và "công nghệ" đôi khi được dùng với nghĩa tương tự nhau hay được ghép lại với nhau (chẳng hạn "khoa học kỹ thuật", "khoa học công nghệ", và "kỹ thuật công nghệ"). Tuy vậy, công nghệ khác với khoa học và kỹ thuật. Khoa học là hệ thống kiến thức về những định luật, cấu trúc, và cách vận hành của thế giới tự nhiên, được đúc kết thông qua việc quan sát, mô tả, đo đạc, thực nghiệm, phát triển lý thuyết bằng các phương pháp khoa học. Còn kỹ thuật là việc ứng dụng kiến thức khoa học để mang lại giá trị thực tiễn như việc thiết kế, chế tạo, và vận hành những công trình, máy móc, quy trình, và hệ thống một cách hiệu quả và kinh tế nhất.

## Tổng quan
Lịch sử của loài người là lịch sử của đổi mới và sáng tạo. Văn minh loài người được xây dựng và duy trì dựa trên rất nhiều các phát minh về khoa học và công nghệ. Đóng góp rất lớn cho quá trình phát minh, đổi mới, và sáng tạo đấy là serendipity - một loại năng lực xử lý thông tin, thúc đẩy thay đổi nhận thức và hành động, xuất phát từ (và có tính chất của) đòi hỏi phát triển kỹ năng sinh tồn .
Từ rất lâu trước đây, loài người đã bắt đầu sử dụng công nghệ khi chuyển đổi tài nguyên thiên nhiên thành những công cụ đơn giản. Việc khám phá ra khả năng kiểm soát lửa thời tiền sử đã làm tăng nguồn thực phẩm và việc phát minh ra bánh xe giúp con người đi lại và kiểm soát môi trường sống của mình. Những phát triển công nghệ gần đây, bao gồm công nghệ in ấn, máy điện thoại, và Internet, đã làm giảm những trở ngại về mặt vật lý trong truyền thông và cho phép con người tương tác với nhau tự do ở cấp độ toàn cầu. Tuy nhiên, không phải công nghệ nào cũng được sử dụng cho mục đích hòa bình. Từ gốc độ sinh tồn xã hội, chiến tranh là một trong những động lực mạnh mẽ cho sự đổi mới . Priya Satia, một chuyên gia về lịch sử hiện đại của Anh từ Đại học Standford, cho rằng cuộc Cách mạng Công nghiệp ở Anh bắt đầu với nhu cầu cung cấp vũ khí cho chiến tranh . Do đó sự phát triển của vũ khí với sức tàn phá không ngừng tăng lên đã diễn ra trong suốt chiều dài lịch sử, từ cái dùi cui cho đến vũ khí hạt nhân.
Công nghệ tác động lên xã hội và những gì chung quanh nó trên một số phương diện. Ở nhiều xã hội, công nghệ đã giúp tạo ra những nền kinh tế phát triển cao (bao gồm nền kinh tế toàn cầu ngày nay) và một tầng lớp giàu có từ đó nổi lên. Nhiều quá trình công nghệ sản sinh ra những sản phẩm phụ không ai mong muốn, như sự ô nhiễm, và làm cạn kiệt tài nguyên thiên nhiên, tàn phá môi trường tự nhiên của Trái Đất. Những ứng dụng công nghệ khác nhau tác động đến những giá trị của xã hội và công nghệ mới thường kéo theo những vấn đề đạo đức mới.

## Định nghĩa của từ công nghệ
Công nghệ (có nguồn gốc từ technologia, hay τεχνολογια, trong tiếng Hy Lạp; techno có nghĩa là thủ công và logia có nghĩa là "châm ngôn") là một thuật ngữ rộng ám chỉ đến các công cụ và mưu mẹo của con người. Tùy vào từng ngữ cảnh mà thuật ngữ công nghệ có thể được hiểu:
- Công cụ hoặc máy móc giúp con người giải quyết các vấn đề;
- Các kỹ thuật bao gồm các phương pháp, vật liệu, công cụ và các tiến trình để giải quyết một vấn đề;
- Các sản phẩm được tạo ra phải hàng loạt và giống nhau.
- Sản phẩm có chất lượng cao và giá thành hạ

Định nghĩa công nghệ do Ủy ban Kinh tế Xã hội châu Á Thái Bình Dương Liên Hợp Quốc (ESCAP): Công nghệ là kiến thức có hệ thống về quy trình và kỹ thuật dùng để chế biến vật liệu và thông tin. Nó bao gồm kiến thức, thiết bị, phương pháp và các hệ thống dùng trong việc tạo ra hàng hóa và cung cấp dịch vụ.

## Lịch sử công nghệ

### Thời kì đồ đá cũ (2,5 triệu năm – 10.000 TCN)

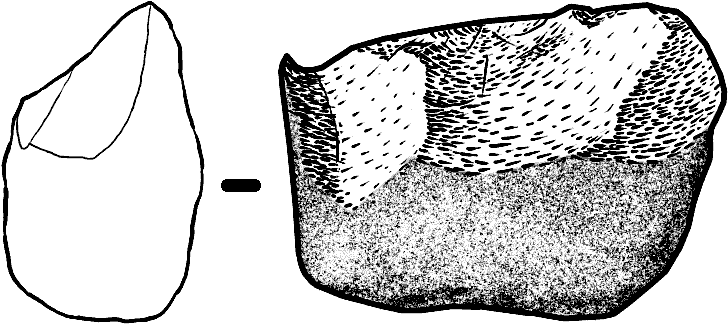
Một chiếc rìu đá nguyên thủy.

Con người sử dụng các công cụ là một phần trong quá trình khám phá và sự tiến hóa. Con người thuở ban đầu tiến hóa từ một loài hominidae biết tìm tòi, đi bằng 2 chân, có bộ não bằng khoảng 1/3 bộ não người hiện đại. Việc sử dụng công cụ đã không có thay đổi đáng kể trong hầu hết giai đoạn ban đầu của lịch sử loài người, nhưng vào khoảng thời gian cách đây 50.000 năm, những hành vi phức tạp và sử dụng các công cụ xuất hiện, làm nhiều nhà khảo cổ học kết nối với sự xuất hiện các ngôn ngữ hiện đại một cách đầy đủ.

#### Đồ đá

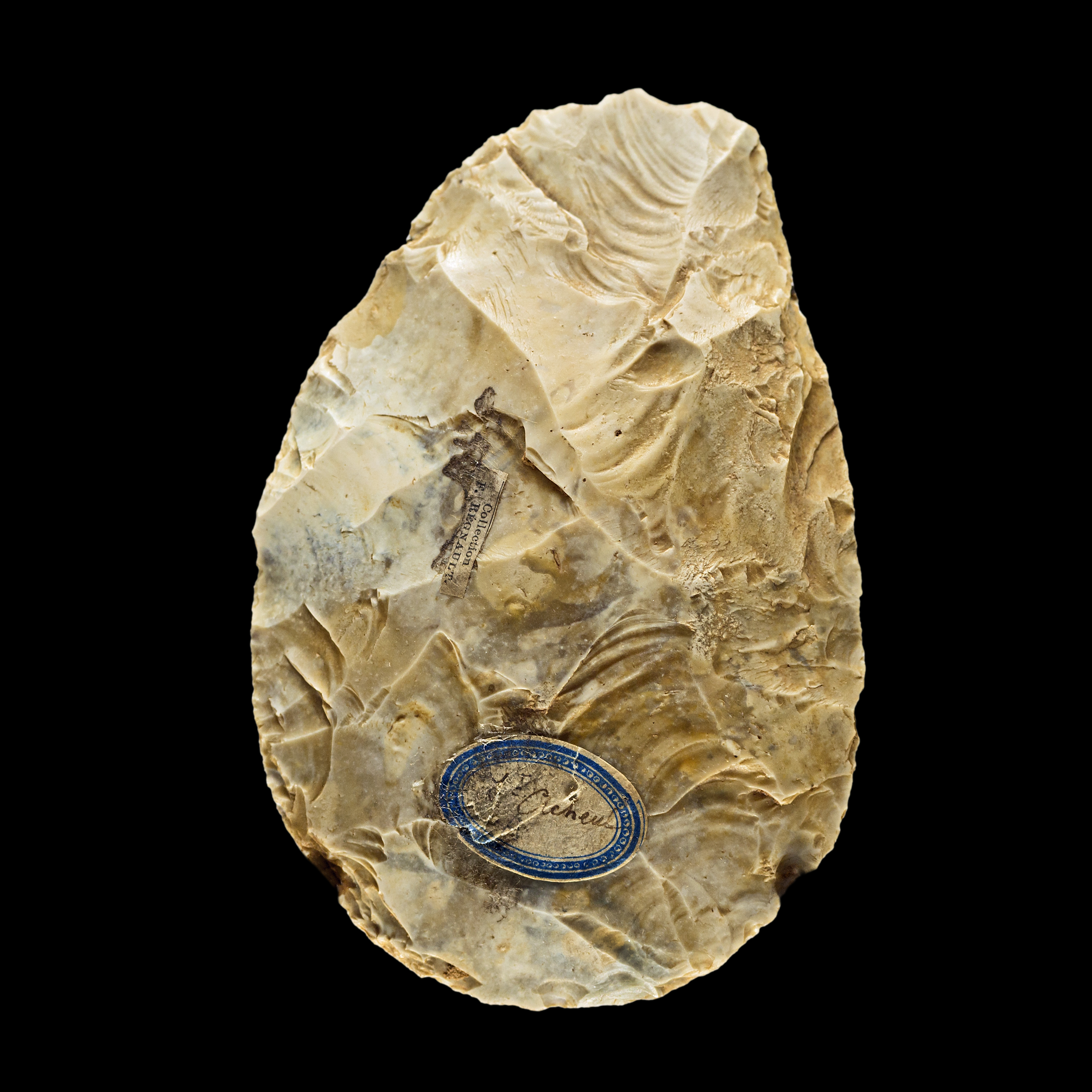
Trục tay từ thời kì Acheulean.

Những tổ tiên của con người đã từ sử dụng các công cụ bằng đá và các công cụ khác từ rất lâu trước khi xuất hiện Homo sapiens cách đây khoảng 200.000 năm. Các phương pháp chế tạo đồ đá sớm nhất được xem là "công nghệ" Oldowan, được xác định xuất hiện cách đây ít nhất 2,3 triệu năm, với bằng chứng trực tiếp sớm nhất về việc sử dụng đồ đá được tìm thấy ở Ethiopia trong thung lũng tách giãn lớn thuộc Kenya, có tuổi cách đây 2,5 triệu năm. Thời kỳ sử dụng công cụ đồ đá này được gọi là thời kỳ đồ đá cũ, và kéo dài trong suốt lịch sử con người cho đến khi nông nghiệp phát triển vào khoảng thời gian cách đây khoảng 12.000 năm.

#### Phát hiện ra lửa
Việc phát hiện và sử dụng lửa đã đánh dấu mốc quan trọng trong sự phát triển công nghệ của loài người. Thời điểm phát hiện ra lửa không được biết rõ; tuy nhiên bằng chứng về xương thú bị đốt cháy ở Cradle of Humankind cho thấy việc kiểm soát lửa đã xuất hiện vào khoảng thời gian trước năm 1.000.000 TCN; các học giải đều thống nhất rằng Homo erectus đã kiểm soát được lửa trong khoảng thời gian 500.000 TCN và 400.000 TCN. Lửa, cùng với gỗ và charcoal, đã cho phép con người thời kỳ đầu này nấu thực phẩm của họ để làm tăng khả năng tiêu hóa, cải thiện giá trị dinh dưỡng và mở rộng số lượng thực phẩm có thể ăn được.

#### Quần áo và chỗ ở
Những tiến bộ công nghệ khác đã được phát triển trong suôt thời kỳ đồ đá cũ là quần áo và chỗ ở; việc phát hiện ra hai loại hình công nghệ này có thể chưa xác định được thời gian chính xác, nhưng đó là chìa khóa để con người phát triển. Trong suốt thời kỳ đồ đá cũ, nhà ở đã trở nên tinh vi và phức tạp hơn; sớm nhất vào khoảng năm 380.000 TCN, con người đã xây các túp liều gỗ tạm. Quần áo được làm từ da và lông của các động vật mà họ săn bắt được, những thứ này đã giúp con người sinh sống được trong những vùng có khí hậu lạnh hơn; con người bắt đầu di cư ra khỏi châu Phi vào khoảng năm 200.000 TCN và đến các lục địa khác, như Á-Âu.

### Thời kỳ đồ đá mới đến thời kỳ cổ đại (10.000 TCN – 300 CN)

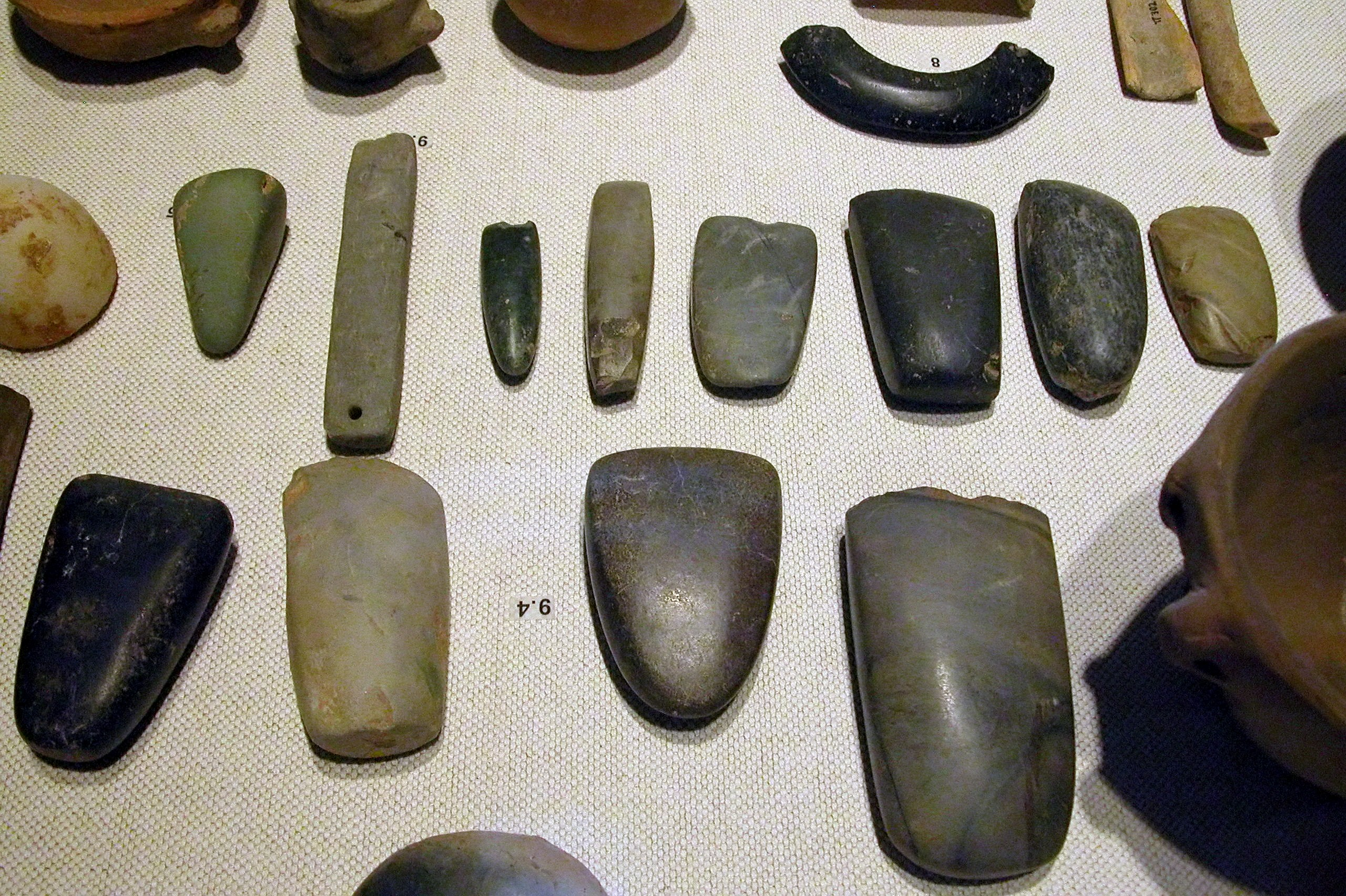
Một loạt các hiện vật từ thời kì đồ đá mới, bao gồm vòng tay, đầu rìu, đục và các công cụ đánh bóng.

Sự phát triển công nghệ của loài người bắt đầu nhanh trong thời kỳ đồ đá mới. Sự phát minh ra các lưỡi rìu đá được đánh bóng là một tiến bộ quan trọng do nó cho phép chặt rừng trên diện rộng để trồng trọt. Việc phát hiện ra nông nghiệp cho phép cung cấp thức ăn cho số lượng người nhiều hơn, và sự chuyển tiếp sang lối sống định canh định cư đã làm tăng số lượng trẻ con, vì trẻ nhỏ không cần thiết phải bế như lối sống du canh du cư. Thêm vào đó, trẻ con có thể góp sức lao động để tàm tăng số lượng cây trồng dễ dàng hơn việc họ chỉ sống theo phương thức hái lượm-săn bắt.
Với sự gia tăng dân số và sức lao động này đã dẫn đến sự gia tăng chuyên môn hóa lao động. Điều gì đã thúc đẩy sự tiến triển từ các ngôi làng thời kỳ đồ đá mới sớm thành các thành phố đầu tiên như Uruk, và các nền văn minh đầu tiên như Sumer, thì không được biết rõ; tuy nhiên, sự xuất hiện các cấu trúc xã hội có thứ bậc ngày càng gia tăng, đặc biệt là chuyên môn hóa về lao động, thương mại và chiến tranh giữa các nền văn hóa lân cận, và sự cần thiết phải hành động tập thể để vượt qua những thách thức môi trường, như việc xây dựng Đê và hồ chứa, tất cả chúng có vai trò rất quan trọng.

#### Dụng cụ bằng kim loại
Tiếp tục cải tiến dẫn đến lò và ống thổi và cung cấp, lần đầu tiên, khả năng nấu chảy và rèn kim loại vàng, đồng, bạc, và chì - tìm thấy ở dạng tương đối tinh khiết trong tự nhiên. Những lợi thế của các công cụ bằng đồng so với đá, xương, hay các công cụ bằng gỗ đã được con người nhanh chóng nhận ra, và đồng bản địa có thể được sử dụng từ đầu thời kỳ đồ đá mới (khoảng 10.000 năm TCN). Đồng bản địa không tự nhiên xảy ra với số lượng lớn, nhưng quặng đồng là khá phổ biến và một số trong chúng tạo ra kim loại dễ dàng khi đốt cháy trong gỗ hoặc than. Cuối cùng, xử lý kim loại đã dẫn đến việc phát hiện ra các hợp kim như đồng và đồng thau (khoảng 4000 năm TCN). Việc sử dụng hợp kim sắt đầu tiên như thép có niên đại khoảng 1800 năm TCN.

#### Năng lượng và vận tải

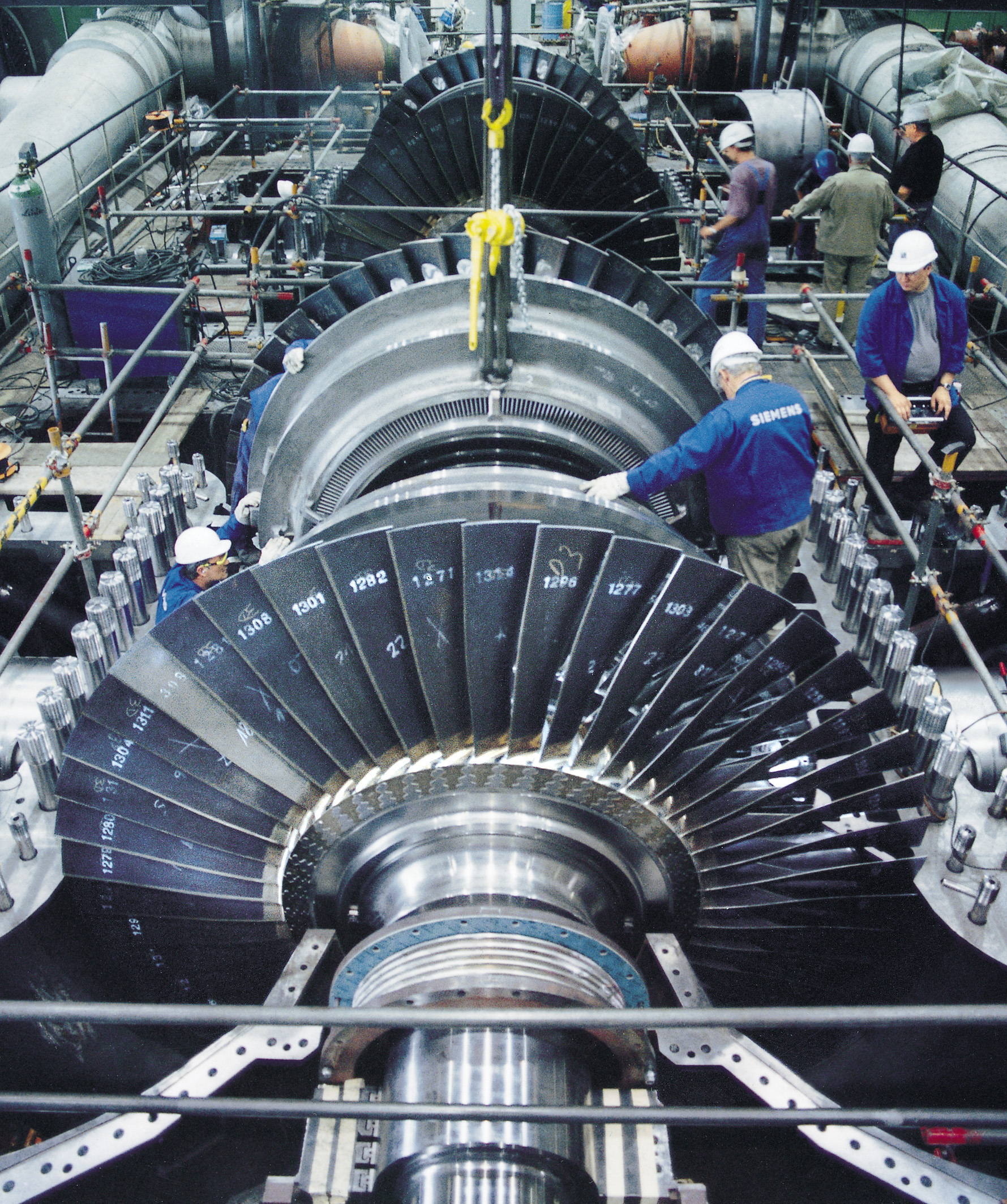
Một turbine hơi nước với phần vỏ máy đã mở. Những turbine này sản xuất hầu hết lượng điện được sử dụng ngày nay.

.Trong khi đó, con người đang học cách khai thác các dạng năng lượng khác. Việc sử dụng năng lượng gió sớm nhất được biết là tàu thuyền; hồ sơ đầu tiên của một con tàu dưới cánh buồm là của một chiếc thuyền Nile có niên đại vào thiên niên kỷ thứ 8 TCN. Từ thời tiền sử, người Ai Cập có thể sử dụng sức mạnh của lũ lụt hàng năm của sông Nile để tưới cho vùng đất của họ, dần dần học cách điều chỉnh phần lớn thông qua các kênh thủy lợi được xây dựng cố ý và các lưu vực "bắt nước". Người Sumer cổ đại ở Mesopotamia đã sử dụng một hệ thống kênh và đê phức tạp để chuyển nước từ sông Tigris và sông Euphrates để tưới tiêu.
Theo các nhà khảo cổ, bánh xe được phát minh khoảng 4000 TCN có thể độc lập và gần như đồng thời ở Lưỡng Hà (ở Iraq ngày nay), Bắc Caucasus (văn hóa Maykop) và Trung Âu. Ước tính thời điểm điều này có thể xảy ra trong khoảng từ 5500 đến 3000 năm TCN với hầu hết các chuyên gia đưa nó đến gần 4000 năm BCE. Các đồ tạo tác lâu đời nhất với các bản vẽ mô tả những chiếc xe có bánh xe có niên đại từ khoảng 3500 TCN, tuy nhiên, bánh xe có thể đã được sử dụng trong hàng thiên niên kỷ trước khi các bản vẽ này được chế tạo. Gần đây, bánh xe bằng gỗ được biết đến lâu đời nhất trên thế giới đã được tìm thấy trong đầm lầy Ljubljana của Slovenia.
Việc phát minh ra bánh xe đã cách mạng hóa thương mại và chiến tranh. Nó đã không mất nhiều thời gian để khám phá ra rằng toa xe có bánh xe có thể được sử dụng để mang tải nặng. Người Sumer cổ đại sử dụng bánh xe của thợ gốm và có thể đã phát minh ra nó. Một chiếc bánh xe bằng gốm được tìm thấy ở thành phố Ur-bang có niên đại khoảng 3.429 TCN, và thậm chí cả những mảnh gốm bánh xe cũ đã được tìm thấy trong cùng một khu vực. Các bánh xe quay nhanh đã cho phép sản xuất đồ gốm sớm, nhưng đó là việc sử dụng bánh xe làm biến thế năng lượng (thông qua bánh xe nước, cối xay gió và thậm chí cả cối xay tay) đã cách mạng hóa việc ứng dụng các nguồn năng lượng tự nhiên. Những chiếc xe hai bánh đầu tiên có nguồn gốc từ travois và lần đầu tiên được sử dụng ở Mesopotamia và Iran vào khoảng 3000 năm TCN.
Những con đường được xây dựng lâu đời nhất là những con đường lát đá của thành phố Ur, có niên đại 4000 BCE và những con đường gỗ dẫn qua đầm lầy Glastonbury, Anh, có niên đại cùng khoảng thời gian. Đầu tiên đường dài, mà đưa vào sử dụng khoảng 3500 TCN, kéo dài 1.500 dặm từ Vịnh Ba Tư tới Biển Địa Trung Hải, nhưng đã không trải nhựa và chỉ được duy trì một phần. Vào khoảng năm 2000 TCN, người Minoans trên đảo Crete của Hy Lạp đã xây dựng một con đường dài năm mươi kilômet (hàng chục dặm) từ cung điện Gortyn ở phía nam của hòn đảo, qua những ngọn núi, đến cung điện Knossos ở phía bắc bên của hòn đảo. Không giống như con đường trước đó, con đường Minoan đã được lát đá hoàn toàn.

#### Nước sinh hoạt
Các ngôi nhà tư nhân Minoan cổ đại đã có nước sinh hoạt. Một bồn tắm hầu như giống hệt với những cái hiện đại được khai quật tại Cung điện Knossos. Một số nhà riêng ở Minoan cũng có nhà vệ sinh, có thể xả nước bằng cách đổ nước xuống cống. Người La Mã cổ đại có nhiều nhà vệ sinh công cộng, đổ vào một hệ thống thoát nước lớn. Hệ thống thoát nước chính ở Rome là Cloaca Maxima, công trình bắt đầu được xây dựng vào thế kỷ thứ 6 trước Công nguyên và hiện vẫn đang được sử dụng.
Người La Mã cổ đại cũng có một hệ thống dẫn nước phức tạp, được sử dụng để vận chuyển nước trên một khoảng cách dài. Hệ thống dẫn nước La Mã đầu tiên được xây dựng năm 312 TCN. Hệ thống dẫn nước La Mã cổ đại thứ 11 và cuối cùng được xây dựng vào năm 226 sau Công nguyên. Đặt lại với nhau, các cống dẫn nước La Mã kéo dài hơn 450 km, nhưng chưa đến bảy mươi kilômét trên mặt đất này và được hỗ trợ bởi các vòm.

### Thời kỳ Trung cổ đến thời kỳ hiện đại (300 CN đến nay)
Những đổi mới công nghệ tiếp tục phát triển trong suốt thời kỳ Trung cổ như phát minh ra tơ lụa, cương ngựa và móng ngựa trong chỉ vài trăm năm đầu sau khi đế quốc La Mã sụp đổ. Công nghệ Trung Cổ thể hiện qua việc sử dụng các máy đơn giản (như đòn bẩy, đinh vít, và ròng rọc) được kết hợp với nhau để tạo ra các công cụ phức tạp (như xe cút kít, cối xay gió và đồng hồ).
Thời Phục Hưng đã có nhiều phát minh như máy in (cho phép trao đổi tri thức rộng rãi hơn), và công nghệ phát ngày càng trở nên liên kết với khoa học, bắt đầu cho một vòng tròn tiến bộ cùng nhau. Sự tiến bộ về công nghệ trong thời kỳ này cho phép cung cấp nguồn thực phẩm ổn định hơn, theo sau là khả năng tiêu thụ hàng hóa rộng hơn.

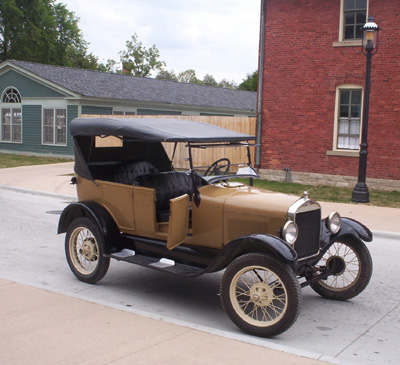
Ô tô cá nhân.

Bắt đầu từ vương quốc Anh vào thế kỷ 18, cuộc cách mạng công nghiệp lần thứ nhất với nhiều sáng chế trong các lĩnh vực nông nghiệp, chế tạo, khai thác mỏ, luyện kim và giao thông đi sau sự chế tạo ra động cơ hơi nước.
Cách mạng công nghệ lần thứ hai là một bước ngoặt khác với việc khai thác và sử dụng điện đã tạo ra những phát minh như động cơ điện, bóng đèn dây tóc và nhiều thứ khác.
Tiến bộ khoa học và phát hiện ra các khái niệm mới sau đó được phép cho các chuyến bay và tiến bộ được hỗ trợ trong y học, hóa học, vật lý và kỹ thuật. Sự gia tăng công nghệ đã dẫn đến các tòa nhà chọc trời và khu vực đô thị rộng lớn mà người dân dựa vào động cơ để di chuyển và vận chuyển thực phẩm của họ. Truyền thông cũng được cải thiện rất nhiều với sự phát minh của điện báo, điện thoại, radio và truyền hình. Cuối thế kỷ 19 và đầu thế kỷ 20 đã chứng kiến một cuộc cách mạng trong giao thông vận tải với sự phát minh ra máy bay và ô tô.
Thế kỷ 20 mang đến một loạt các sáng chế. Trong vật lý, phát hiện về phân hạch hạt nhân đã mang đến cả vũ khí hạt nhân và năng lượng hạt nhân. Máy tính cũng được phát minh và sau đó được thu nhỏ bằng cách sử dụng các bóng bán dẫn và mạch tích hợp. Công nghệ thông tin sau đó dẫn đến việc tạo ra Internet, mà mở ra kỷ nguyên thông tin hiện tại. Con người cũng đã có thể khám phá không gian với vệ tinh (sau này được sử dụng cho viễn thông) và trong các nhiệm vụ có người lái đi tất cả các con đường đến mặt trăng. Trong y học, thời đại này mang lại những đổi mới như phẫu thuật tim hở và liệu pháp tế bào gốc sau cùng với các loại thuốc và phương pháp điều trị mới.
Các kỹ thuật và tổ chức sản xuất và xây dựng phức tạp là cần thiết để tạo ra và duy trì các công nghệ mới này, và toàn bộ các ngành công nghiệp đã phát triển để hỗ trợ và phát triển các thế hệ tiếp theo của các công cụ ngày càng phức tạp hơn. Công nghệ hiện đại ngày càng phụ thuộc vào đào tạo và giáo dục - nhà thiết kế, nhà xây dựng, người bảo trì và người dùng thường đều được yêu cầu đào tạo tổng quát và chuyên biệt. Hơn nữa, các công nghệ này trở nên phức tạp đến nỗi toàn bộ các lĩnh vực đã được tạo ra để hỗ trợ chúng, bao gồm kỹ thuật, y học, khoa học máy tính và các lĩnh vực khác đã được thực hiện phức tạp hơn, chẳng hạn như xây dựng, giao thông và kiến trúc.

## Các thành phần của công nghệ
Mỗi công nghệ đều bao gồm 4 thành phần chính:
- Kỹ thuật (T): bao gồm các máy móc thiết bị. Thành phần kỹ thuật là cốt lõi của bất kỳ công nghệ nào. Nhờ máy móc, thiết bị, phương tiện mà con người tăng được sức mạnh cơ bắp và trí tuệ trong hoạt động sản xuất.
- Con người (H): Bao gồm kiến thức, kinh nghiệm, kỹ năng do học hỏi, tích luỹ được trong quá trình hoạt động, nó cũng bao gồm các tố chất của con người như tính sáng tạo, sự khôn ngoan, khả năng phối hợp, đạo đức lao động
- Thông tin (I): Bao gồm các dữ liệu về phần kỹ thuật, về con người và tổ chức. Các thông số về đặc tính của thiết bị, số liệu về vận hành thiết bị, để duy trì và bảo dưỡng, dữ liệu để nâng cao và dữ liệu để thiết kế các bộ phận của phần kỹ thuật. Thành phần thông tin biểu hiện các tri thức được tích luỹ trong công nghệ, nó giúp trả lời câu hỏi "làm cái gì" và "làm như thế nào".
- Tổ chức (O).

## Khoa học, kỹ nghệ và công nghệ
Khoa học nghiên cứu các sự kiện tự nhiên. Kỹ nghệ là ứng dụng của các kiến thức khoa học để phát triển sản phẩm. Công nghệ là việc sử dụng các sản phẩm đã kỹ nghệ hóa.
Ví dụ: Chuyển động của các electron sinh ra dòng điện, đây là một yếu tố hay khái niệm trong khoa học vật lý. Khi dòng điện truyền qua một chất bán dẫn như silic (Si) hay germani (Ge) thì cơ chế này được biết như là điện tử học. Việc sản xuất các thiết bị điện tử sử dụng các khái niệm của điện tử học được hiểu như là kỹ nghệ điện tử. Máy tính được phát triển sử dụng công nghệ điện tử. Việc sử dụng máy tính để lưu trữ thông tin số hóa cũng như việc biến đổi và gửi các thông tin này từ một điểm đến một điểm khác bằng các thiết bị liên lạc viễn thông một cách an toàn là công nghệ thông tin.
Thuật ngữ công nghệ vì vậy thông thường được đặc trưng bởi các phát minh và cải tiến sử dụng các nguyên lý và quy trình đã được khoa học phát hiện ra gần đây nhất. Tuy nhiên, thậm chí cả phát minh cổ nhất như bánh xe cũng là một minh họa cho công nghệ.
Một định nghĩa khác, được sử dụng trong kinh tế học, xem công nghệ như là trạng thái hiện tại của các kiến thức của chúng ta trong việc kết hợp các nguồn lực để sản xuất các sản phẩm mong muốn (và kiến thức của chúng ta về việc sản xuất như thế nào). Như vậy chúng ta có thể thấy các thay đổi công nghệ khi kiến thức kỹ thuật của chúng ta tăng lên.

## Triết học về công nghệ

### Thuyết kỹ nghệ
Nhìn chung, thuyết kỹ nghệ là niềm tin vào sự ích lợi của công nghệ trong việc cải thiện các xã hội con người. Nói một cách cực đoan, thuyết kỹ nghệ "phản ánh một niềm tin căn bản về việc kiểm soát thực tại và giải quyết tất cả các vấn đề với phương pháp và công cụ của khoa học công nghệ ." Nói cách khác, nhân loại một ngày nào đó sẽ có khả năng làm chủ tất cả các vấn đề và thậm chí có thể điều khiển cả tương lai bằng sử dụng công nghệ. Một vài người, như Stephen V. Monsma, kết nối những ý tưởng này tới sự thoái vị của tôn giáo như một thẩm quyền về luân lý cao hơn.

### Thuyết lạc quan công nghệ
Các giả định lạc quan là những nhân tố cấu thành của các hệ tư tưởng như thuyết xuyên nhân loại và thuyết kỳ dị, trong đó xem sự phát triển công nghệ nhìn chung là có lợi ích tới xã hội và điều kiện sống của con người. Theo những hệ tư tưởng này, sự phát triển công nghệ là tốt về mặt đạo đức.